# Åstolpojkarna
Åstolpojkarna är en kristen svensk musikgrupp från ön Åstol som tillhör Tjörn.

## Historik
Gruppen startades 1980, inspirerade av The Shadows och The Spotnicks och med sättningen elgitarr, elbas, akustisk gitarr, dragspel, trummor och tre sångare.
Göte Strandsjö gav gruppen namnet Åstolpojkarna 1980, när de spelat in sin första skiva Det största att leva för och skulle medverka i ett sångprogram från Pildammsparken i Malmö. 
Peter Harrysson medverkar på albumet Tro, hopp och kärlek, och på skivan Allting kan förändras medverkar steelgitarristen Helge Johannesen från Kristiansand.

## Medlemmar
- Stefan Ludvigsson – sång
- Sture Kjellberg – dragspel
- Bengt-Anders Johansson – elgitarr
- Dan Gustavsson – akustisk gitarr och sång
- Urban Larsson – akustisk gitarr och sång
- Per-Aste Persson – bas
- Peter Lagnelid – trummor

## Diskografi

### Album
- 1980 – Det största att leva för
- 1983 – Vi blir inte äldre
- 2009 – Tro, hopp och kärlek (med Peter Harrysson)
- 2013 – Allting kan förändras